# 熊野市立五郷小学校
熊野市立五郷小学校（くまのしりつ いさとしょうがっこう）は、三重県熊野市に位置する公立小学校。学校教育法の規定により設置された。

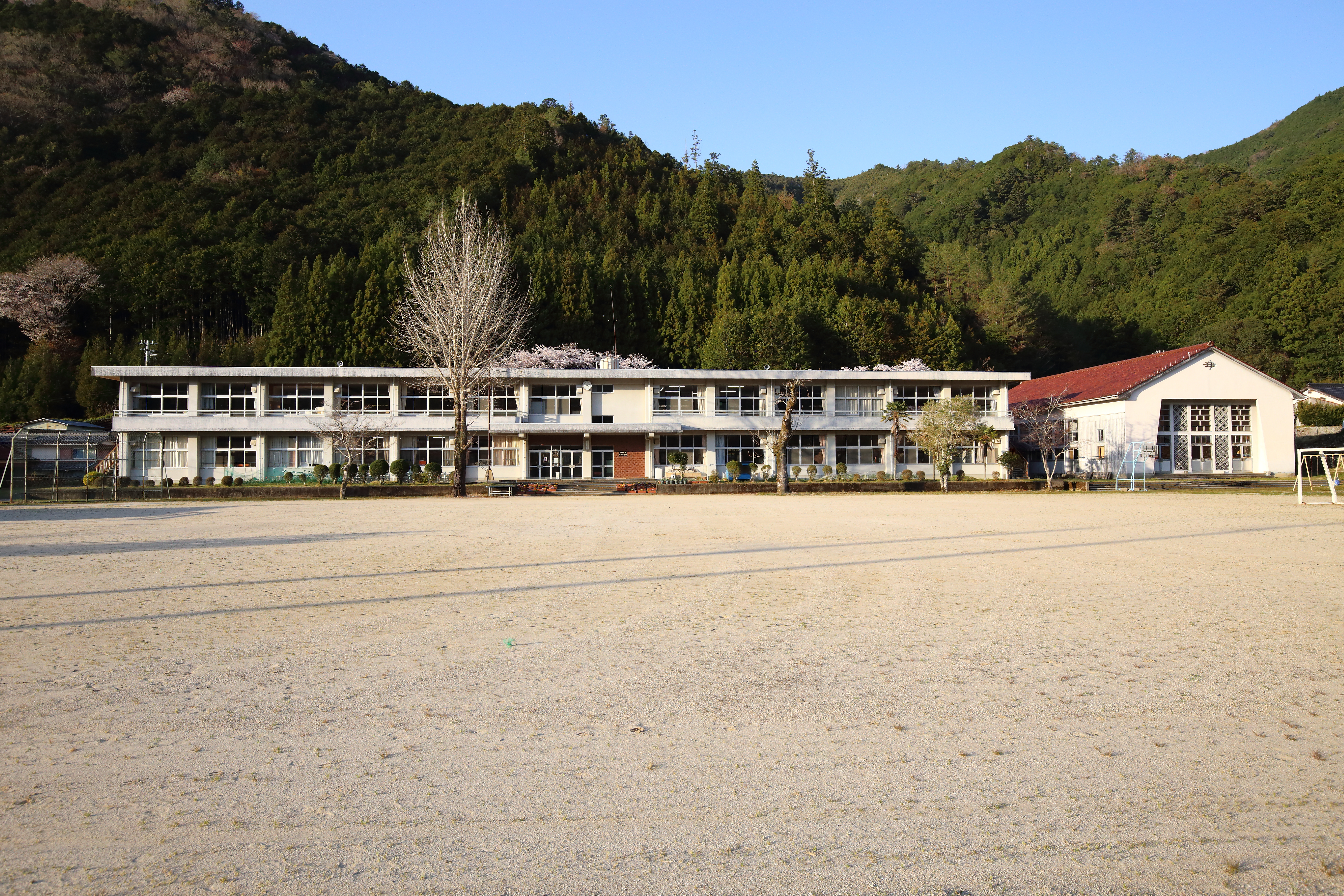

## 所在地
〒519-4673　三重県熊野市五郷町寺谷1123

## 沿革
- 1877年（明治10年） - 桃崎学校創立。学区は湯ノ谷、桃崎、大井谷の三区とし、校舎は桃源寺を使用。
- 1878年（明治11年） - 寺谷学校創立。学区は寺谷、和田の二区とし、校舎は光明寺を使用。
- 1896年（明治29年）11月 - 桃崎学校、寺谷学校を合同し、五郷小学校と改称する。創立記念日はこの日の11月1日。
- 1936年（昭和11年）12月 - 原因不明の火災発生、校舎全焼。
- 1975年（昭和50年） - 現在の校舎が落成。
- 1978年（昭和53年）5月 - 創立百年祭委員会発足。同年10月に創立百年記念碑の除幕式及び百年祭式典を行う。
- 2011年（平成23年） - 全校児童22人。台風12号により校区に甚大な被害が出る。
- 2012年（平成24年） - 新入生１人、全校児童19人

## 著名な卒業者
- 田垣内友吉 - 洋画家。文化勲章受章者中川一政に師事。
- 大桑勇・祥男 - オークワ創業者。

## 周辺
- 熊野石蔵美術館
- 五郷中学校
- 五郷駐在所
- 五郷出張所
- 飛鳥神社
- 桃源寺
- 光明寺